# 1972년 동계 올림픽 캐나다 선수단
캐나다는 일본 삿포로에서 열린 1972년 동계 올림픽에 참가했다.

## 메달리스트

### 은메달
- 카렌 메그너센 — 피겨 스케이팅, 여자 싱글

## 참조
- 올림픽 공식 결과 보관됨 2012-02-04 - 웨이백 머신